# 旗主
旗主指清朝初期八旗的一旗之主。顺治朝起，清朝皇帝掌管镶黄旗、正黄旗、正白旗，为三旗旗主。其余五旗由宗室中的铁帽子王世袭担任旗主。雍正年間，清廷取消旗主王爺，八旗均由皇帝親統，並派官治理。

## 称谓
当代研究者指，旗主为中国学界对掌管各旗的贝勒的通称。《滿文老檔》天聪六年三月十三日条的记载，称主旗贝勒（转写：gūsa ejelehe beise）。而旗主之下、各旗的管旗大臣——固山額真（转写：gūsa i ejen），意译即为旗主，“但他并不占有、专主一旗，不过是一旗的总管:154—155”。
滿語之中用「額真」稱呼主子，原為“阿哈”（奴仆）的对称。在崇德元年（1636年）以前的後金時代，此時額真（转写：ejen）是來自蒙古語（ᠡᠵᠡᠨ，ejen）的借詞；在後蒙古帝國時代的游牧社會環境下，「額真」相當於各種大小集團，諸如部落、國的「長」，即所謂酋長、君主。根據對清太祖、太宗朝滿文檔案的研究，滿語當中「額真」所指的對象本來是多種多樣的，諸如建立八旗後，後金將其用在八旗官名上，如固山額真（gūsa i ejen）、梅勒額真（meren i ejen）、甲喇額真（jalan i ejen）、牛彔額真（niru i ejen）等。而在天命和天聰年間，滿語中用來表記國主、君主的詞彙則是「汗」，較少使用「額真」，即便有使用也是取其一般意思，如一國之主（gurun i ejen）、在一國之主（gurun de ejen），同時也用「額真」稱呼蒙古可汗和明朝皇帝；到了1634年，上述八旗官名中的「ejen」，除了最高級別的「gūsa i ejen」（固山額真）之外，其他官名中的「ejen」皆改為「janggin」（章京）。而在1636年建立大清國前後，滿語中開始用「ejen」稱呼清朝皇帝，如稱呼皇太極為「han ejen」。
雍正元年（1723年）七月，给事中硕赛上奏稱：“八旗都统印信，清文系固山额真字样，额真二字所关甚巨，非臣下所可滥用，应请改定，以昭名分”。雍正帝依奏立即下旨，“将固山额真改为固山昂邦，伊都额真（侍衛班領）改为伊都章京，将八旗印信该铸给与”。这条谕旨明确无误地宣布了皇帝和八旗的关系：只有皇帝一人才可称为主子，過去的旗主和旗下之人一律是皇帝的奴僕，必须按照皇帝的旨意办事。
八旗与清朝皇帝之间為主-奴關係，旗人由法律與行政規範中明訂的成員資格連結在一起，再透過效忠皇帝以換取體制上的特權，與朝廷相互綑綁。旗人自稱「奴才」，而皇帝作為八旗的主子，故滿洲大臣上奏時以「額真」（ejen）稱之。

## 历史沿革
中国学界一般认为，辛丑年（1601年，万历二十九年），努尔哈赤初创旗制，为黄红蓝白四旗。乙卯年（1615年，万历四十三年），增设四旗，八旗建制完成:155。
八旗创建后，努尔哈赤自掌镶黄旗、正黄旗。其余六旗，由其子侄为旗主，多有贝勒头衔。天命六年（1621年）时，努尔哈赤次子代善掌鑲紅旗、正红旗，八子皇太極掌正白旗，五子莽古爾泰掌正蓝旗，孙子杜度掌镶白旗，侄子阿敏掌镶蓝旗。有研究者指出，至天命末年，有种种迹象表明，皇太极已领有镶白旗、正白旗:156—157。
康熙朝起，康熙帝利用各种手段，逐步削弱下五旗旗主的权力。雍正元年（1723年），清廷在北京始设“八旗都统衙门”，总摄八旗政务，严格区分下五旗的都统佐领和府属佐领。旗主仅能控制府属佐领。雍正帝以皇子出任正蓝旗旗主，并传谕下五旗旗主，直接插手下五旗旗务:17—18。
雍正七年（1729年），清廷设立军机处，議政王大臣會議名存实亡，旗主失去参与军国大务决策的机会。雍正十年（1732年），雍正帝彻底收回下五旗的统属权:18。